# Golfech
Golfech là một xã của tỉnh Tarn-et-Garonne, thuộc vùng Occitanie, tây nam nước Pháp.

## Thông tin nhân khẩu
Population changes from the Institut national de la statistique et des études économiques.